# Racjin
Racjin (株式会社ラクジン, Kabushiki-gaisha Rakujin), anciennement connu sous le nom de Racdym (株式会社ラクディム, Kabushiki-gaisha Rakudimu), est une entreprise de développement de jeux vidéo japonaise située à Yodogawa-ku, Osaka, créée le 17 avril 1995. Son nom a été changé en 2000 pour le rendre plus facile à prononcer pour les Japonais.
Leur premier jeu était Far East of Eden: Kabuki Klash, publié en 1995 pour la Neo-Geo . Ils n'étaient pas très connus jusqu'en 1997, lorsqu'Atlus a publié Snowboard Kids. Ils ont également travaillé sur des jeux basés sur des franchises existantes, telles que Fullmetal Alchemist, Bleach et Bomberman. En 2007, ils ont travaillé sur le projet de Mistwalker, ASH: Archaic Sealed Heat.

## Jeux développés
- ASH: Archaic Sealed Heat
- Bleach: Blade Battlers
- Bomberman 64 (2001)
- Bomberman Land 2
- Bomberman Land 3
- Bomberman Land (PSP)
- Bomberman (Nintendo DS)
- Bomberman Land Wii
- Kart Bomberman
- Bomberman Kart DX
- Critical Blow
- Far East of Eden: Kabuki Klash
- Final Fantasy Explorers
- Fullmetal Alchemist and the Broken Angel
- Fullmetal Alchemist 2: Curse of the Crimson Elixir
- Fullmetal Alchemist 3: Kami o Tsugu Shōjo
- Genei Tougi: Shadow Struggle
- Happy! Happy!! Boarders
- Yusha: Heaven's Gate
- Jet de Go!
- Kaitou Twins
- Mouja
- Naruto: Uzumaki Chronicles
- Primal Image Vol. 1
- R-Type and R-Type II (compilations)
- SaGa 2: Hihou Densetsu (DS)
- SaGa 3: Jikuu no Hasha (DS)
- Sakurazaka Shouboutai
- Saint Seiya: Soldiers' Soul (co-développé avec Dimps)
- SBK: Snowboard Kids
- Snowboard Kids
- Snowboard Kids 2
- Snowboard Kids Plus
- Sub Rebellion
- Trap Gunner
- Typing Renai Hakusho: Boys Be...
- Typing Shinken Shoubu: Musashi no Ken
- U: Underwater Unit
- Viewpoint 2064 (annulé)
- Wizardry: Tale of the Forsaken Land